# Армяно-иранские отношения

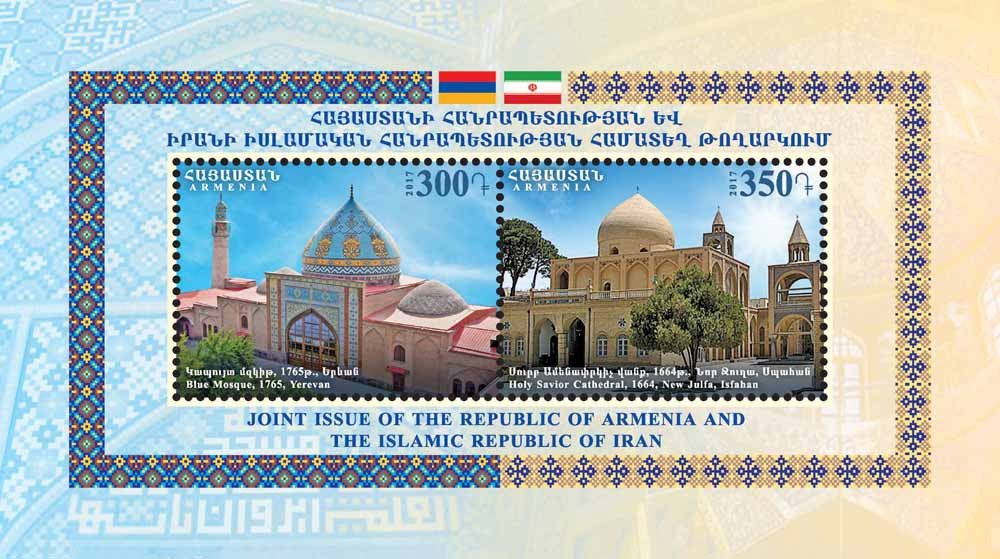
Почтовый блок Армении (2017)

Армяно-иранские отношения — отношения между двумя соседними государствами — Республикой Армения и Исламской Республикой Иран. Протяжённость государственной границы между странами составляет 44 км.

## История
Будучи близко живущими народами, армяне и иранцы имеют длительную историю отношений, берущую начало в истории Древнего мира. Армения была частью крупных иранских империй: Ахеменидской, Парфянской, Сасанидской и Сефевидской. Известно, что Армения была сатрапией Ирана и принимала активное участие даже во время битвы при Гавгамелле в 331 году до нашей эры, сражаясь в составе армии Дария. В 301 году Армения первой в мире приняла Христианство как официальную религию и уже отдалилась от Ирана, который остался Зороастрийским. В 387 году Армения подверглась разделу между Римом и Сасанидским Ираном. В 451 году состоялась Аварайрская битва между армянами и Сасанидской армией, в которой, хотя армяне не победили, но их упорное сопротивление, которое разгромило большую часть персидской армии дало понять, что невозможно заставить армян отречься от Христианства и принять Зороастризм, что сасаниды пытались делать. Эта битва стала одной из самых великих битв в истории Армении. 66 тысяч армян под предводительством Вардана Мамиконяна встретились на Аварайрском поле с 220-тысячной персидской армией Сасанидов. Армяне проиграли битву, но смогли отстоять то, за что они бились — право остаться христианами. Через несколько десятилетий после битвы армяне вернули себе полную религиозную свободу.В XVI—XVII вв. Османская и Персидская империя боролись за контроль над Арменией. В начале XIX века Восточная Армения перешла от Ирана к Российской империи. После обретения Арменией независимости в 1991 году были установлены дипломатические отношения между двумя государствами.

## Современные отношения
В Иране живут около 500 000 армян (оценочные данные; согласно официальной переписи населения, в 2011 году в Иране было всего 110 тысяч христиан, из них армяне - 80 тысяч человек). В условиях блокады границ Армении со стороны Турции и Азербайджана, короткая граница с Ираном имеет для Армении важное значение. Действующей железной дороги между Арменией и Ираном в настоящее время нет. Существуют проекты и договорённости о её строительстве.
По словам посла Армении в Иране Арташеса Туманяна в рамках сотрудничества между Арменией и Ираном были реализованы различные экономические программы. Одним из первых проектов является мост, построенный на реке Аракс, который стал символом добрососедских отношений между двумя странами. Впоследствии был осуществлен ряд крупных инфраструктурных проектов. Построены две высоковольтные линии электропередачи, строится третья.
Одной из ключевых областей экономического сотрудничества являются текущие переговоры между Евразийским экономическим союзом (ЕАЭС) и Ираном. По мнению Арташеса Туманяна, есть реальные возможности для объединения 180-и миллионого рынка ЕАЭС и 80-миллионного иранского рынка.
Также по мнению посла, существующий низкий уровень взаимной информированности двух стран связан с тем, что в эпоху Советского Союза между Арменией и Ираном не было прямой связи. «Это действительно серьёзная проблема, мы могли бы узнать больше друг о друге».
По его словам, для этой цели посольство Армении в ИРИ, госорганы и НПО Армении посредством СМИ и соцсетей проводят просветительские работы в Иране. то же самое делают иранское посольство и другие структуры в Армении.
В мае 2004 г. был подписан основной контракт по строительству газопровода Иран-Армения. 19 марта 2007 года произошло торжественное открытие газопровода в присутствии президентов Армении Роберта Кочаряна и Ирана Махмуда Ахмадинежада.
Сразу же после открытия обсуждалась возможность строительства второй нитки газопровода. На первом этапе Иран должен поставлять в Армению 1,1 млрд  м³ природного газа ежегодно, а с 2019 года — по 2,3 млрд. Договор заключён сроком на 20 лет. Стоимость проекта оценивается в 200—250 млн долл. Первый этап предусматривает строительство 100-км газопровода по иранской территории и 41 км по армянской (Мегри-Каджаран). На втором этапе будет сооружён трубопровод Каджаран-Сисиан-Джермук-Арарат.
Газ будет подаваться на Разданскую ТЭС. Условия поставок бартерные — Армения должна будет обеспечить поставку в Иран 3 кВт·ч электроэнергии за каждый кубометр полученного газа. «Газпром», используя свой контроль над «Армросгазпромом», добивается не только повышения цены российского газа, но и ограничения поставок из Ирана только объёмами, необходимыми Разданской ТЭС.
Армяно-Иранские отношения также затрагивают тему Нагорно-Карабахского конфликта. Армения и  Азербайджан-северные соседи Ирана,  и зона конфликта находятся прямо у иранских границ. Иран всегда поддерживал мирное урегулирование Карабахского конфликта в формате Минской группы ОБСЕ.